# لقلوق
اللقلوق (والمعروفة أيضًا باسم عرب القلوق) هي قرية جبلية صغيرة في منطقة جبلية في قضاء جبيل في محافظة كسروان جبيل في لبنان. وتقع على بعد 69 كيلومترا شمال شرق مدينة بيروت وعن مركز المحافظة بعبدا ٧٤ كلم وعن مركز القضاء جبيل ٣١ كلم. ويبلغ متوسط ارتفاع اللقلوق عن سطح البحر 1780 متراً, وتبلغ مساحة أراضيها الإجمالية 200 هكتاراً. معظم السكان هم من المسلمين السنة , على عكس غالبية سكان منطقة جبيل, الذين هم إلى حد كبير مسيحيون مارونيون مع أقلية مسلمة شيعية كبيرة.

## تاريخ
تأسست اللقلوق في القرن الثامن عشر على يد العرب الذين يعرفون اليوم بعرب اللقلوق وهم من عشيرتي النعيم، واللهيب. ويعود وجودهم إلى عهد الأمير بشير شهاب الثاني الذي منح سكان القرية أراضيهم وكانوا يقضون عطلاتهم هناك في أشهر الصيف. وقدوجدت في أراضيها كتابات رومانيّة تعود إلى الأمبراطور أدريانوس، كما وجدت نواويس وحجارة بناء متناثرة تنبئ عن أنّ معبدا وثنيّا كان موجوداً فيها.
اسم اللقلوق سريانيّ الأصل ومعناه : اللقلق ، وهو الطائر المعروف الطويل العنق والرجلين الذي يأكل الأفاعي ، وكنيته" أبو حديج".
السكان الأصليون هم بشكل عام أكثر فقراً من الوافدين الجدد الذين هاجروا إلى القرية من المناطق المجاورة.

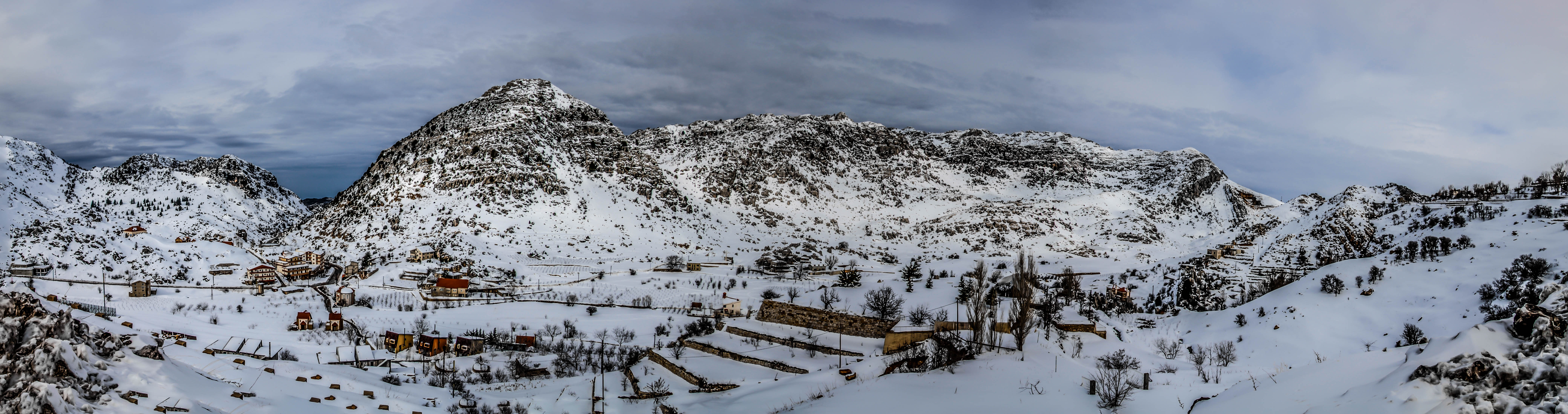
جبل اللقلوق 2016

أفاد زوار اللقلوق عام 1957 أنهم قضوا ليلة مضطربة أثناء التخييم بالقرب من القرية بسبب إطلاق النار والانفجارات بينما كانت المنطقة تحتفل بإطلاق سراح مالك الأرض المحلي الشيخ جورج بك يوسف من السجن. وكان قد حُكم عليه بالسجن المؤبد في القاهرة بتهمة تهريب المخدرات. تم إطلاق سراحه من قبل السياسي المحلي حامد بك فرنجية الذي تواسط شخصياً على الرئيس المصري جمال عبد الناصر.
تعتبر اليوم منطقة سياحيّة ممتازة صيفا و شتاء، و هي تضمّ فنادق فخمة و مطاعم و مقاه و منتزهات و مركزا شهيرا للتزلّج، و يعتبر مناخ اللقلوق من أفضل مناخات العالم.

### حكومة محلية
يتألف المجلس البلدي في اللقلوق من ثمانية أعضاء, برئاسة رئيسه أحمد خضر اعتباراً من عام 2007. ويديرها أيضًا مجلس قروي يضم ثلاثة أعضاء بقيادة رئيس البلدية حسن سليم اعتبارًا من عام 2007. تم انتخاب مجلس قرية سليم عام 1998. وباستثناء مدرسة صيفية ممولة محليا, لا توجد مؤسسات تعليمية في القرية, والتي تعطلت مشاريعها البلدية بسبب نقص الإيرادات.